# 딘 코일

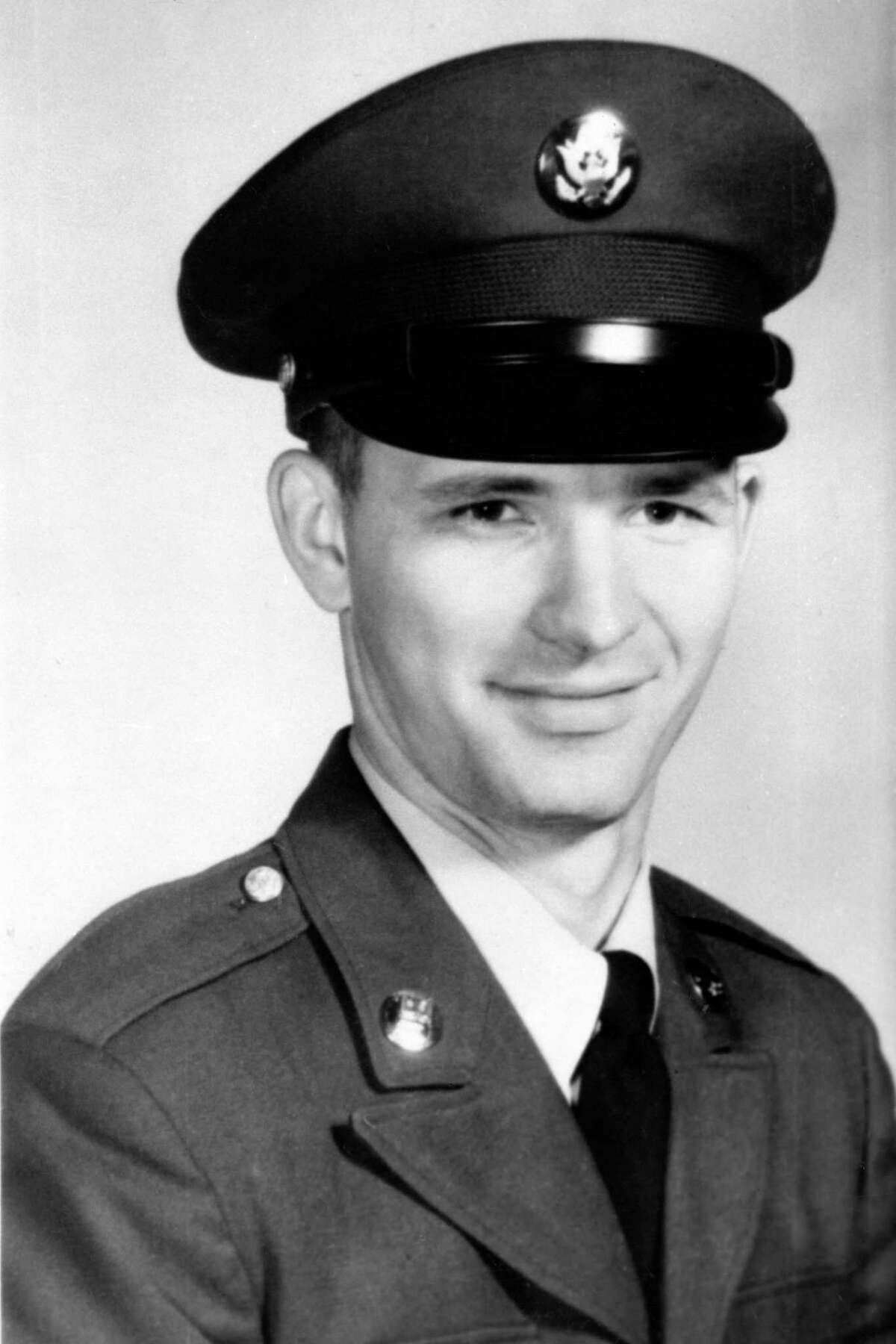
1964

딘 아놀드 코일(1939년 12월 24일~1973년 8월 8일)은 미국의 살인자이다. 1970년과 1973년에 휴스턴, 텍사스에 이르기까지 일 년에 적어도 28명의 젊은 사람들을 살해하였다. 휴스턴의 대량 학살로 알려졌던 이 범죄는 그가 사망한 후, 당국에 전화를 할 때까지 헨리가 반복적으로 콜을 쏜 이후에 밝혀졌다고 한다.
또한 그와 그의 가족이 소유하였기 때문에 '캔디 맨'과 '하멜의 피리 부는 사나이'로 알려진 휴스턴 하이츠의 사탕 공장을 운영하고 캔디를 무료로 제공하는 것으로 알려져 있다. 지역의 아이들, 그의 공범은 끊임없는 사슬로 비난받았다. 수년에 걸쳐 더 많은 시체가 발견되었다.

## 어린 시절
딘 아놀드 Corll는 포트 웨인, 인디애나, 메리 로빈슨의 첫 번째 아들 1933년 12월 24일에 태어났다. Corll의 아버지는 그의 아들에게 엄격했으며, 그의 어머니는 그를 매우 보호했다. 그들의 결혼 생활은 잦은 싸움에 의해 훼손되었고, 그 부부는 막내 아들 스탠리 코렐 (Stanley Corll)이 태어난 지 4년 후인 1946년에 이혼했다.
Corll은 수줍어하고 진지한 아이였지만 다른 아이들과 친하게 지내지는 않았지만 동시에 다른 사람들의 복지에 대한 우려를 나타냈다. 7세 때, 그는 진단되지 않은 류마티스 열병을 앓았으며, 1950년 의사가 Corll이 심장 잡음을 느꼈다는 사실을 발견했을 때만 알려졌다. 이 진단의 결과로 Corll은 학교에서 체육 교육을 피하도록 명령받았다.
Mary Corll은 집을 팔아 테네시주 멤피스에 있는 집으로 옮겼다. Arnold Corll은 미 공군에 모집되었다. UU 이혼 후에 자녀들이 아버지와 계속 연락을 취할 수 있도록 그러나 그는 딘의 동성애가 발견되었을 때 군대 밖으로 던져졌다.

## 살인과 행동
1970년부터 1973년까지 코렐은 그의 공범자와 배신자의 배반 때까지 40명이 넘는 젊은이들을 살해했다. 그들을 매장하기 전에, 딘은 시체를 핥고 묶인 플라스틱 시트로 싸서 High Island Beach에서 캔디의 모습을 보여주었다. 희생자들은 나무 판자에 묶여 며칠 동안 고문하고 유행하여 머리에 총을 맞고 살해 당했다.

## 1973년 8월 8일
밤에 1973년 8월 7일, 헨리, 17, 파사 데나에서 Corll의 집에서 파티에 참석하기 위해 19세 티모 코델 Kerley을 초대했다. Corll의 다음 희생자가 되려는 Kerley는 제안을 수락했다. David Brooks는 그 당시에는 존재하지 않았다. 두 청년은 Corll 집에 도착했다. 그들은 집에서 페인트를 피우고 냄새를 맡아 샌드위치를 사기 전에 자정까지 술을 마셨다. 헨리와 케리는 [휴스턴 하이츠]로 차를 몰고 켈리는 그의 차량을 헨리의 집 근처에 주차했다. 헨리는 차에서 내리고 그날 밤 술취한 아버지에게 맞고 15 세의 그녀의 친구 인 론다 윌리엄스 (Roonda Williams)의 집으로 향했다. 그는 자신의 아버지가 술에 취해질 때까지 잠시 집을 떠나기로 결정했다. 헨리는 론다가 코렐의 집에서 밤을 보내도록 권유했으며, 론다는 받아 들여 커리의 폭스 바겐 뒷좌석에 올랐다. 트리오는 패서 디나 (Pasadena)의 콜 (Corll) 거주지로 갔다.
대략 1973년 8월 8일 아침 3시에, 헨리와 케리는 론다 윌리엄스와 함께 콜의 집으로 돌아왔다. 콜린은 헨리가 자신의 집에 한 소녀를 데려 갔다는 이유로 개인적으로 "모든 것을 망 쳤다"고 격렬하게 말했다. 헨리는 윌리엄스가 그날 밤 아버지와 논쟁을 하고 집에 가고 싶지 않다고 설명했다. Corll은 진정되고, 맥주와 마리화나의 트리오를 제안했다. 3명의 십대들은 마리화나를 마시고 흡연하기 시작했으며, 헨리와 케리도 페인트 훈연을 냄새 맡았다. 약 2시간 후에 Henley, Kerley 및 Williams는 기절했다.

## 반역과 죽음
헨리는 깨어나 자신이 얼굴을 아래로 눕히고 Corll이 손목에 수갑을 두는 것을 발견했다. 그의 입에 덕트 테이프가 붙어 있었고 발목이 합쳐져있었다. Kerley와 Williams는 함께 누워있다.